# Epomops
Genre
Epomops est un genre de chauves-souris d'Afrique.

## Liste des espèces
- Epomops buettikoferi (en) (Matschie, 1899)
- Epomops dobsoni (de) (Bocage, 1889)
- Epomops franqueti (Tomes, 1860) - chien volant à épaulettes du Congo